# Bambi Woods
Bambi Woods, pseudonimo di Debra DeSanto (Pierre, 12 luglio 1955 – ... scomparsa nel 1986), è stata un'attrice pornografica statunitense, nota come protagonista del film del 1978 Giochi maliziosi (Debbie Does Dallas) e dei successivi sequel del 1981 e del 1985.

## Biografia

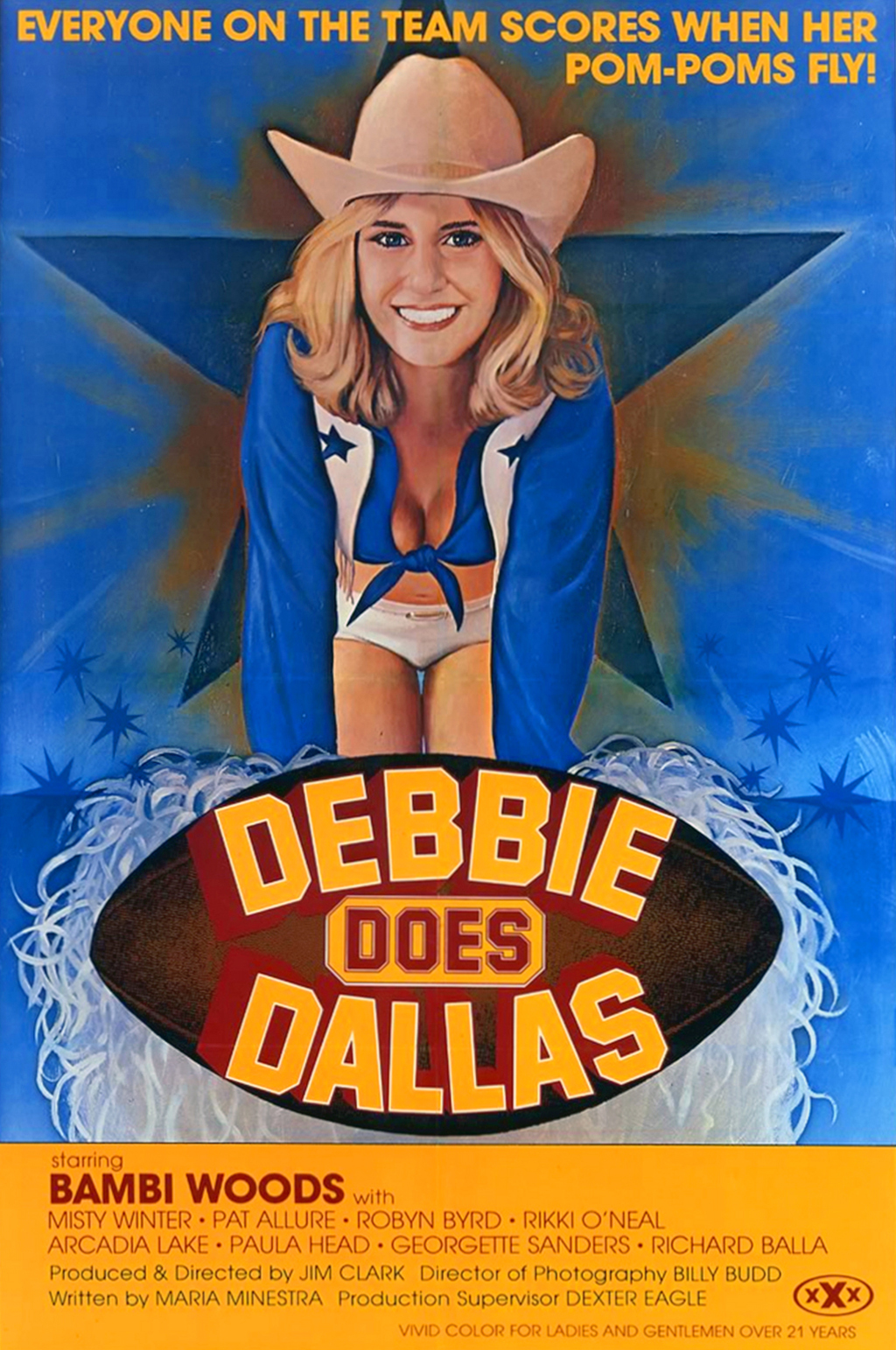
Manifesto del film Debbie Does Dallas del 1978, distribuito in Italia con il titolo Giochi maliziosi

DeSanto disse che il suo coinvolgimento nell'industria del porno avvenne per mano di un'amica alla quale doveva dei soldi. Il produttore e regista di Debbie Does Dallas, Jim Clark, raccontò di essere stato l'ideatore del nome d'arte "Bambi Woods" in allusione al personaggio di Bambi di Walt Disney: «La chiamai Bambi Woods. Non c'era una vera ragione dietro. Bambi ... un cerbiatto. Nei boschi. Vuoi approfondire?». Un recensore in un documentario televisivo sul film ha espresso l'opinione che il comportamento di Woods durante le scene di sesso fosse in armonia con il suo pseudonimo, ricordando un "cervo spaventato dai fari delle auto".
Non si hanno notizie di lei dal 1986. Nel 2005 il quotidiano australiano The Age ha ipotizzato che fosse morta nel 1986 di overdose senza che le circostanze venissero approfondite. Nello stesso anno un documentario di Channel 4, Debbie Does Dallas Uncovered, ha illustrato le indagini eseguite da un investigatore privato, che non sono riuscite a comprovare tale versione; nel documentario viene inoltre prospettata l'alternativa che l'attrice conduca una vita da anonima casalinga a Des Moines nello Iowa.
Da un'intervista pubblicata sul blog YesButNoButYes nel 2007, in cui si lascia intendere che il personaggio intervistato sia Bambi Woods, emerge che la pornostar sarebbe viva e risiederebbe in California con il marito e i figli. In una nota a fine intervista il curatore del sito spiega di aver avuto contatti con l'intervistata solo via email e dunque di non poter ricostruire con certezza la sua identità.

## Filmografia
- Giochi maliziosi (Debbie Does Dallas), regia di Jim Clark (1978)
- Debbie Does Dallas 2, regia di Jim Buckley (1981)
- Vizi proibiti a Dallas (Debbie Does Dallas 3), regia di Joseph F. Robertson (1985)

## Riconoscimenti
- AVN Awards
  - 1998 – Hall of Fame[5]